# Notaspidium thailandicum
Notaspidium thailandicum is een vliesvleugelig insect uit de familie bronswespen (Chalcididae). De wetenschappelijke naam is voor het eerst geldig gepubliceerd in 2004 door Narendran & Konishi.